# 레저현

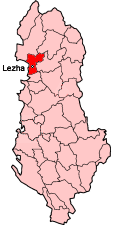
레저 현의 위치

레저현(알바니아어: Rrethi i Lezhës)은 알바니아를 구성하는 36개 현 가운데 하나로, 현청 소재지는 레저이며 면적은 489km2, 인구는 68,000명(2004년 기준)이다. 행정 구역상으로는 레저 주에 속한다.